# Ningen Isu
Pour les articles homonymes, voir Ningen.
Ningen Isu (人間椅子) est un groupe de heavy metal japonais, originaire d'Hirosaki, dans la préfecture d'Aomori. Le groupe est actif depuis 1987, et composé au début de leur carrière de Shinji Wajima (guitare et chant), Kenichi Suzuki (basse et chant) et Noriyoshi Kamidate (batterie et chant). Leur nom, Ningen Isu, signifiant « chaise humaine », est en fait le titre d'une nouvelle de l'auteur Edogawa Ranpo.
Leur style musical mélange à la fois chants traditionnels japonais, rock psychédélique, stoner rock, heavy metal et hard rock. Ils citent notamment les groupes Black Sabbath, Led Zeppelin et King Crimson parmi leurs influences. Masuhiro Gotô rejoint le groupe Gerard en 1996.

## Biographie

### Années 1970 et 1980
Les membres, alors étudiants, visitaient un salon de musique local. Suzuki offrira un vinyle de Kiss à Wajima. Wajima adorait les Beatles, King Crimson, Deep Purple, et Led Zeppelin. Et Suzuki adorait Kiss, Saxon, Judas Priest.
En 1981, Wajima et Suzuki s'inscrivent au même lycée et décident d'échanger leurs goûts musicaux. Suzuki sera impressionné par le sens de la composition musicale de Wajima et fera un morceau appelé Demon. En 1982, Wajima sera témoin de l'apparition d'un OVNI dans sa chambre. Cet événement changera sa manière de penser. En 1983, Wajima et Suzuki se joignent à un groupe formé par les membres du salon. À cette période, ils commencent à jouer des morceaux de hard rock en festival. Le groupe se nomme Shine Shine Dan. En 1984, Wajima et Suzuki sont par la suite diplômés. Suzuki adorait Black Sabbath et a envoyé une cassette de leurs chansons à Wajima qui se retrouvera impressionné par autant de puissance sonore.
En 1985, Wajima s'inscrit à l'université de Komazawa, et Suzuki à l'Université de Sophiag. En 1987, ils composent et jouent significativement. Le nom du groupe change, à cette période, pour Ningen Isu. Ils seront rejoints par Noriyoshi Kamidate à la batterie. En 1989, ils jouent dans plusieurs émissions télévisées japonaises.

### Années 1990 et 2000
En 1990, leur premier album studio, intitulé Ningen Isu. En 1992, Noriyoshi Kamidate quitte le groupe après Ôgon no Yoake. En 1993, Masuhiro Goto joue pour l'enregistrement de Rashōmon. En 1995, pendant les sessions pour l'album Odoru Issunbôshi, Iwao Tsuchiya devient membre.
En 1996, après la sortie de Mugen no Jûnin, Iwao Tsuchiya quitte le groupe, et est remplacé par Masuhiro Goto.
En 2003, Masuhiro Goto part. En 2004, Nobu Nakajima les rejoint à la batterie.

### Années 2010
En 2013, le groupe apparait à l'Ozzfest animé par Ozzy Osbourne.
Ningen Isu se popularise davantage atteignant le top 18 des ventes de l'Oricon en 2017. En 2017 toujours, leur album Ijigen kara no Hôkô est considéré par le groupe comme le meilleur de son existence.

## Discographie

### Albums studio
- 1989 : Ningen Isu "La chaise humaine" (d'après l'œuvre d’Edogawa Rampo).
- 1990 : Ningen Shikkaku "La déchéance d’un homme" (d'après l'œuvre d’Osamu Dazai).
- 1991 : Sakura no Mori no Mankai no Shita  "Sous les fleurs de la forêt de cerisiers" (d'après l'œuvre de Sakaguchi Ango).
- 1992 : Ôgon no Yoake "L’aube dorée" (en référence à la société secrète anglaise du même nom. Fondée au 19e siècle, elle s’intéressait aux sciences occultes).
- 1993 : Rashômon "La porte de Rashô" (d'après l'œuvre d’Akutagawa Ryûnosuke).
- 1995 : Odoru Issunbôshi "Issunbôshi qui danse" (d'après l'œuvre d’Edogawa Rampo).
- 1996 : Mugen no Jûnin "L’habitant de l’infini "(d'après le manga de Samura Hiroaki).
- 1998 : Taihai Geijutsu Ten "L’exposition d’art décadent".
- 1999 : Nijûsseiki Sôsôkyoku  "La marche funèbre du XXe siècle".
- 2000 : Kaijin Nijû Mensô "Le démon aux vingt visages" (d'après l'œuvre d’Edogawa Ranpo).
- 2001 : Mishiranu Sekai "Un monde inconnu" (sous-titre d’un recueil de poèmes de Yumeji Takehisa).
- 2003 : Shurabayashi "L’orchestre des demi-dieux" (Le titre fait référence d'une part à la musique jouée par les orchestres de chindon, et d'autre part à la deuxième des six voies bouddhiques, celle située entre les dieux et les hommes).
- 2004 : San Aku Dôchû Hizakurige "Voyage à pied sur les trois mauvaises voies" (Ce titre fait référence au livre de Jippensha Ikku À pied sur le Tôkaidô, mais la célèbre route du Tôkaidô est ici remplacée par les trois voies bouddhistes sur lesquelles il ne faut pas s’égarer : l’ignorance, l’avidité et la haine).
- 2006 : Fûchîkû "Idiots, Satyres, Fous".
- 2007 : Manatsu no Yo no Yume "Le songe d’une nuit d’été" (d'après l'œuvre de Shakespeare).
- 2009 : Mirai Roman-ha "Romantisme du futur".
- 2011 : Higan Raisan "Louanges d’ici-bas".
- 2013 : Mandoro "Les 10.000 lanternes" (Ce titre est en dialecte de Tsugaru, il fait référence au Temple au dix milles lanternes situé à Kagawa).
- 2014 : Burai Hôjô  "Les voyous fertiles".
- 2016 : Kaidan soshite shi to erosu "Les fantômes. La mort et l’amour".
- 2017 : Ijigen kara no hôkô "Les rugissements venus d’une autre dimension".
- 2019 : Shin seinen "Nouvelle Jeunesse" (Titre d’une revue chinoise publiée au début du XXe siècle. Crée par Chen Duxiu, elle joue un rôle important dans la diffusion des idées occidentales, avant de devenir une revue du Parti Communiste. C’est également le nom d’un magazine japonais Shin seinen (ja) publié de 1920 à 1950, dans laquelle de nombreux auteurs, dont Edogawa Rampo, publièrent leurs œuvres pour la première fois).
- 2021 : Kuraku "Plaisir et Souffrance".
- 2023 : Shikisoku Zekuu "La matière est vide"

### Best-of
- 1994 : Petenshi to Kuki Otoko.
- 2002 : Oshie to Tabisuru Otoko.
- 2008 : Ningen-Isu Kessaku-Sen.
- 2014 : Gense ha yume - 〜25 shûnen kinen besuto arubamu〜.
- 2019 : Sanjû shûnen kinen besuto ban.

### Album live
- 2010 : Shippu Dotou 〜 Ningen Isu raibu !! (2CD+DVD).
- 2017 : Ifû Dôdô 〜 Ningen Isu raibu !! (2CD).

### Singles
- 1991 : Yashaga Ike "L'étang de Yashaga" (Sakura no Mori no Mankai no Shita).
- 1991 : Kôfuku no Neji. "La vis du bonheur" (Ôgon no Yoake).
- 1993 : Motto Hikari o !. "Plus de lumière !" (Rashômon).
- 1996 : Katana to Saya. "Le sabre et le fourreau" (Mugen no Jûnin).
- 2015 : Doro no ame. "Pluie de boue" (Kaidan soshite shi to erosu).
- 2016 : Hari no yama. "La montagne d'aiguilles" (Ningen Shikkaku).
- 2018 : Inochi Urimasu. "Vie à vendre".
- 2020 : Mugen no Jûnin Butôhen. "L'habitant de l'infini, bataille".

### DVD
- 2007 : Yuigonjo Hoso
- 2007 : Mishiranu Sekai